# Dukat

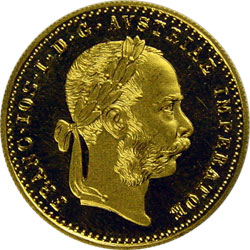
Österrikisk gulddukat, ca 1910

Dukat (it. ducato) är ett guldmynt och handelsmynt, som först slogs i Venedig av dogen Pietro Gradenigo (1289–1310). Det fick sitt namn av att den latinska omskriften på frånsidans prägel, som föreställde frälsaren och slutade med ordet "ducat".(Sit tibi, Christe, datus, quem tu regis, iste ducatus – Du Herre Kristus som styr detta hertigdöme, åt dig är detta tillägnat). Snart blev dukat det gemensamma namnet för alla de guldmynt, som hade den venetianska dukatens vikt (ca 1⁄4 lod) och halt (23 carat 6–8 grän). Dock hade dessa mynt inom de olika länderna även lokala namn: i Venedig och i Rom, där de i Rom slogs 1278–1347, kallades de zecchino (sekin). I Genua, där de första dukaterna slogs av dogen Boccanera (1339–1345) kallades de genovino, medan de i Florens, där de slogs före 1317, kallades fiorino d'oro (florin). I Neapel myntades till 1809 ducati i både guld (sex-, fyra- och två-dukatstycken) och silver (hela och halva dukater). Efter 1818 myntades där trettio-, femton-, sex- och tre-dukatstycken i guld och enkla dukater i silver.

## Användning

### Ungern
I Ungern slog Karl Robert (1308-42) dukater (23 carat 9 grän), som i Tyskland även benämndes gulden och efter att silvergulden börjat präglas, "goldgulden". I tyska riksmyntordningen från 1559 bestämdes att en dukat skulle väga 23 carat 8 grän (ca 8,50 svenskt mynt år 1907). Dukater präglades i Böhmen av Johan (1310-46), i Grevskapet Holland av Vilhelm V (1356-89), i Geldern av Vilhelm I (1383-1402), i Polen av Vladislav V (1386-1434) och Vladislav VI (1434-44) samt i Flandern av Ludvig II (1346-85). 

### Spanien
I Spanien myntades åren 1497-1537 dukater (till 22 carat, 68 st. på råa marken) - 10 realer; men i senare tider uppkom flera sorters dukaträkning: ducado de cambio, den vanligaste - 11 reales de plata, ducado de vellón - nära 6 reales de plata, ducado de oro - 453⁄4 reales de vellón, ducado de plata nueva - 161⁄2 reales de vellón. 
Den holländska dukaten (23 carat 7 grän) blev den mest spridda och den användes även efter att Förenade Nederländernas republik upphört år 1795. Efter detta år slogs denna dukat i Sankt Petersburg ända in på 1900-talet.
Dukater slogos inte bara som enkla, dubbla och tredubbla, utan även som fem- och tiodubbla, så kallade hela och halva imperialer eller portugaläser. Man slog också halva, fjärdedels och till och med 1⁄32 (så kallade linsen) dukater i Regensburg och i Nürnberg.

### Danmark
I Danmark slogs 1564 ett klippingsmynt, med namnet ”dogkate” präglat på det. Halt och vikt var lika med en dukat. 1584 slogs där dubbla och enkla dukater, med utsatt värde av guldkrone och ungersk gulden, men den egentliga dukatmyntningen försiggick endast 1592-1785. Under dessa år slogs dubbla, enkla, halva och fjärdedels dukater. Dessa dukater (av 231⁄2 carats halt) kallades speciesdukater, till skillnad från kurantdukaterna, som började myntas 1714 och stod i samma förhållande till speciesdukaten som kurantdalern till speciesdalern (1 kölnisk mark = 75 kurant-, men endast 67 speciesdukater).
Brille-dukater var ett slags dukater, som slogs endast 1647, och på frånsidan hade ett par glasögon (brillor) präglade, med omskrift "Vide mira domi".

### Sverige
I Sverige började guldmyntningen redan 1568, då så kallade ungerska gyllen (dukater) slogs. 1569, 1570 och 1573 slogs även krongyllen. Tidigt slogs även dukatmynt på högre belopp. Under Johan III myntades i Stockholm både 20 och 10 dukater utan årtal (dubbel resp. enkel portugalös), 5 dukater (1⁄2 portugalös eller 2 rosenobler) med årtal 1576 motsvarande 41⁄8 dukater i vikt. Dessutom lät han prägla markmynt motsvarande 21⁄8 dukater (klipping) och 43⁄8 dukater (i Vadstena). Karl IX lät i Stockholm prägla 10 och 5 dukater (8 resp. 4 caroliner) med årtal 1606 resp. 1606-1609). Gustav II Adolf präglade i Stockholm 10 dukater 1617 och 5 dukater 1617 och 1620 (32 resp. 16 daler). De första 'riktiga' dukaterna slogs 1654 av Karl X Gustav i valörerna 10, 5 och 1 dukat.
Genom myntordningen från den 1 september 1664 bestämdes dukatens halt till 23 carat 5 grän och dess vikt till 601⁄2 stycken på 1 mark (viktenhet) "verk" (guldvikt). Denna utmyntningsgrund gällde till 1834, med undantag för 1719, då nära 56 dukater på en mark verk myntades av de från Frankrike inkomna 1 850 lödiga markerna guld med 21 carats 71⁄2 gräns halt, och då således varje dukat vägde nära 781⁄2 as. Dubbeldukater, vardera vägande 157 as, utmyntades det året och till ett belopp av 72 818 stycken eller 2 621 448 daler kopparmynt. En sådan dukat motsvarade 2 specieriksdaler, vilket var värt 1,80 kr. i 1907 års penningvärde. Detta var dukatens pari under de två hundra år som dukatmyntningen pågick. Genom förordning 9 maj 1855 om myntfoten blev dukatens utmyntningsgrund jämkad på så sätt, att på 1 skålpund viktualievikt fint guld man skulle kunna prägla 125 enkla dukater samt att 80 delar fint guld borde legeras med 2 delar koppar.
Med undantag för åren 1702, 1704 och 1719, då dubbeldukater myntades, slogs 1656-1835 inom landet endast hela, halva (1692, 1701, 1735, 1738, 1741, 1746, 1747, 1754 samt 1755) och fjärdedels dukater (1700, 1730, 1733, 1740, 1754 samt 1755). 1836-57 slogs fyra-, två- och en-dukatstycken samt 1857-68 endast enkla dukater. Sedan den tiden har dukatmyntning inte förekommit i Sverige.
Utanför Sveriges gränser, men med svensk prägel, slogs under Sveriges stormaktstid dukatmynt på följande orter: Augsburg (1632-34), Elbing (1628, 1630, 1631, 1632, 1657 och 1658), Erfurt (1631-34), Fürth (1632), Mainz (utan årtal, antagligen 1634), Narva (1671), Nürnberg (1631, 1632 och 1634), Osnabrück (1632-34), Reval (1664-66 och 1668, 1669, 1671, 1672, 1675-77, 1681), Riga (1622, 1643-49, 1654, 1655, 1660, 1664, 1667, 1668, 1673, 1700, 1701 och 1707), Stade (1650 och 1676), Stettin (1632, 1641, 1642, 1646, 1653, 1654, 1656, 1658, 1659, 1661, 1662, 1666, 1673-75, 1682-87, 1690-97, 1706 och 1709), Würzburg (1631, 1632). Bland dessa mynt förekommer valörer på 1, 11⁄2, 2, 3, 4, 5, 6, 7, 8, 10 och 20 dukater.